# مدرسه چهارباغ

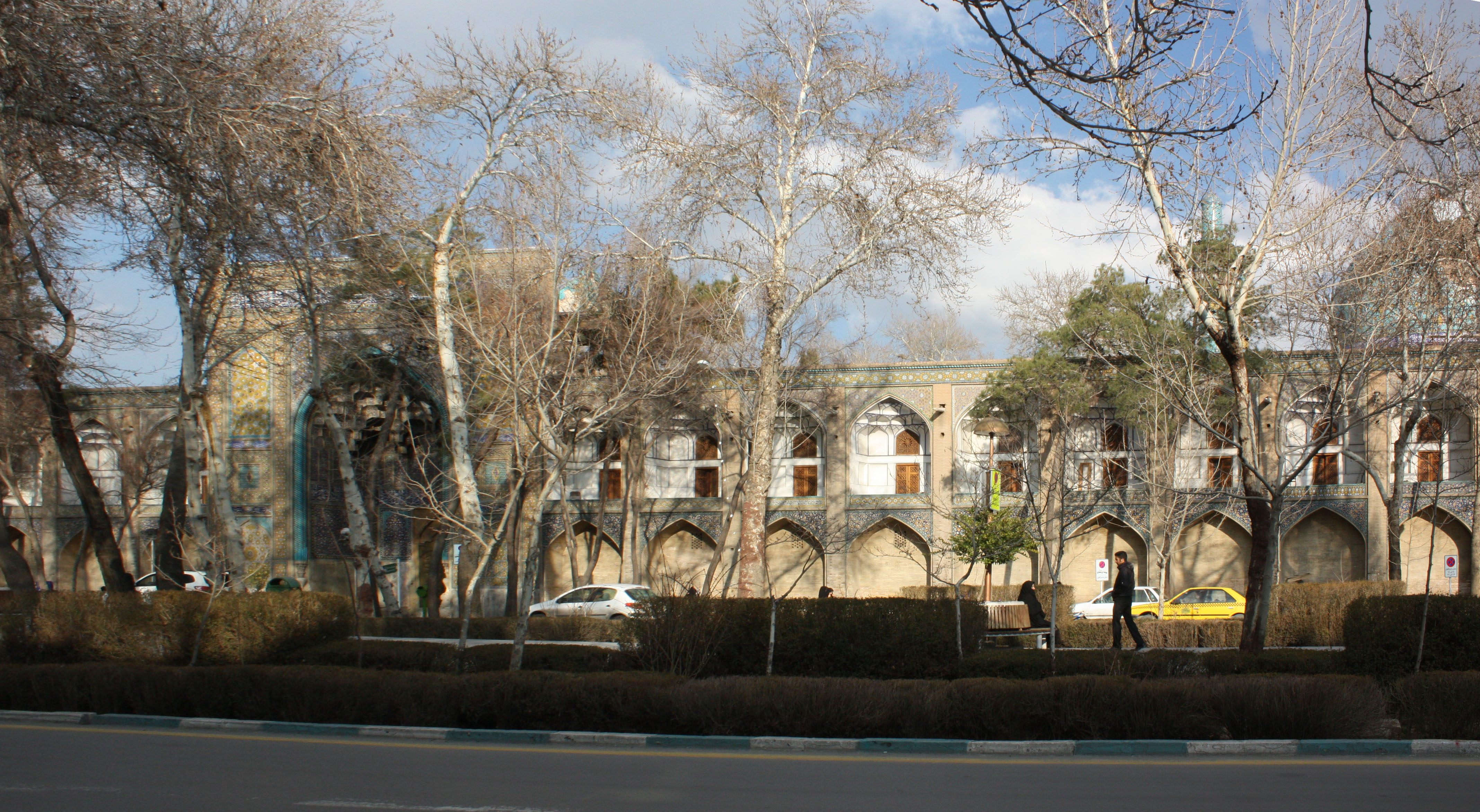

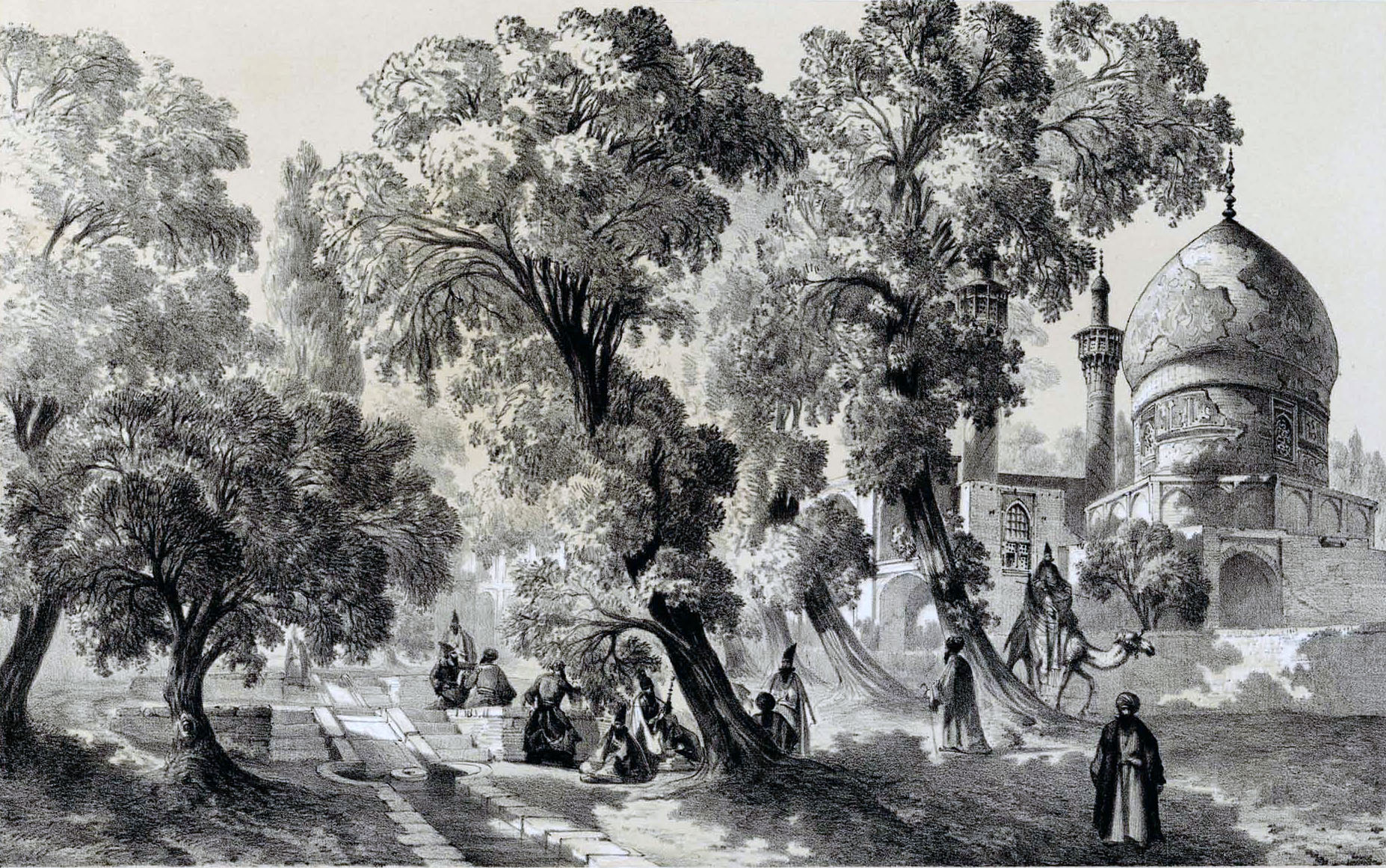
اوایل دوره قاجارمدرسه و خیابان چهارباغ

مدرسهٔ چهارباغ که مدرسهٔ سلطانی و مدرسهٔ مادرشاه نیز نامیده می‌شود، آخرین بنای تاریخی باشکوه دوران صفوی در اصفهان است که برای تدریس و تعلیم به طلاب علوم دینی در دوره شاه سلطان حسین، آخرین پادشاه صفوی، از سال ۱۱۱۶ تا ۱۱۲۶ هجری قمری ساخته شده‌است. مدرسه چهار باغ که به قول بسیاری از محققین هم مدرسه و هم مسجد بوده‌است، با ۸۵۰۰ متر مربع مساحت در ضلع شرقی خیابان چهارباغ قرار دارد.
این مدرسه امروزه مدرسهٔ علمیهٔ امام صادق نام دارد.

## وجه تسمیه
وجه تسمیه این مدرسه چهار ایوانی به سلطانی به این علت است که در زمان شاه سلطان حسین ساخته گشته‌است و مدرسه چهارباغ بدین جهت خوانده می‌شود که در خیابان چهارباغ واقع شده‌است. دلیل آنکه مدرسه مادر شاه نیز گفته می‌شود این است که مادر شاه سلطان حسین چند کاروانسرا و بازار و سایر نهادهای اقتصادی را وقف آن کرده‌است.
این مدرسه در قسمت‌های برجای مانده از وقف نامه آنجا، به نام «مدرسه سلطانی» و یک بار نیز «مدرسه سلطان حسینیه» خوانده شده و اگرچه نه در وقف نامه مذکور و نه در کتیبه‌های متعدد ساختمان مدرسه، نامی از مادر سلطان حسین به میان نیامده است، اما آنجا را مدرسه مادرْشاه نیز خوانده‌اند، زیرا مادرشاه دو بنای مجاور مدرسه، یعنی سرای فتحیه و بازار شاهی (یا بازارچه بلند)، را وقف مدرسه چهارباغ و طلاب آنجا کرد. این مدرسه، بدین جهت که در خیابان چهارباغ واقع شده‌است مدرسه چهارباغ نامیده می‌شود.

## پیشینه
به گزارش خاتون آبادی بنای مدرسه در ۱۱۱۶ شروع شد و در ۱۱۱۸ تقریباً به پایان رسید، اما تاریخ کتیبه‌های مدرسه متفاوت است؛ از ۱۱۰۴ که تاریخ کتیبه عمودی داخل گنبد است تا ۱۱۲۲ که بر کتیبه خارجی گنبد نوشته شده‌است. وقف نامه‌های متعدد مدرسه نیز اغلب در ۱۱۲۳ و ۱۱۲۴ تنظیم شده‌اند. در مجموع، بنای اصلی مدرسه در ۱۱۱۹ انجام یافته و در سال‌های بعد بر تزیینات آن افزوده شده‌است. سلطان حسین در ذیحجه ۱۱۱۸ محمدباقر خاتون آبادی را به مدرّسی مدرسه برگزید، اما افتتاح رسمی مدرسه و آغاز تدریس در آن چند سال به تعویق افتاد.
مدرسه سلطانی روز جمعه ۱۰ رجب ۱۱۲۲، با حضور شاه و جمعی از علما و امرا و مشاهیر، به شکل رسمی افتتاح شد. خاتون آبادی شرح مفصّلی از این مراسم باشکوه ارائه کرده و اجتماع مجلس افتتاح را در دولت صفویه بی‌سابقه دانسته‌است. حجره‌های مدرسه در این مجلس، به تصدیق مدرّس مدرسه، میان طلاب تقسیم شد.
سلطان حسین همچنین از خاتون آبادی خواست تا به عنوان مدرّس مدرسه، نخستین درس را آغاز کند، اما وی برای احترام و رعایت مقام علمی آقاجمال الدین خوانساری از او خواست که اولین درس را بگوید و سپس خود برخی کتاب‌های فقه و اصول را تدریس کرد.

### وقف‌نامه

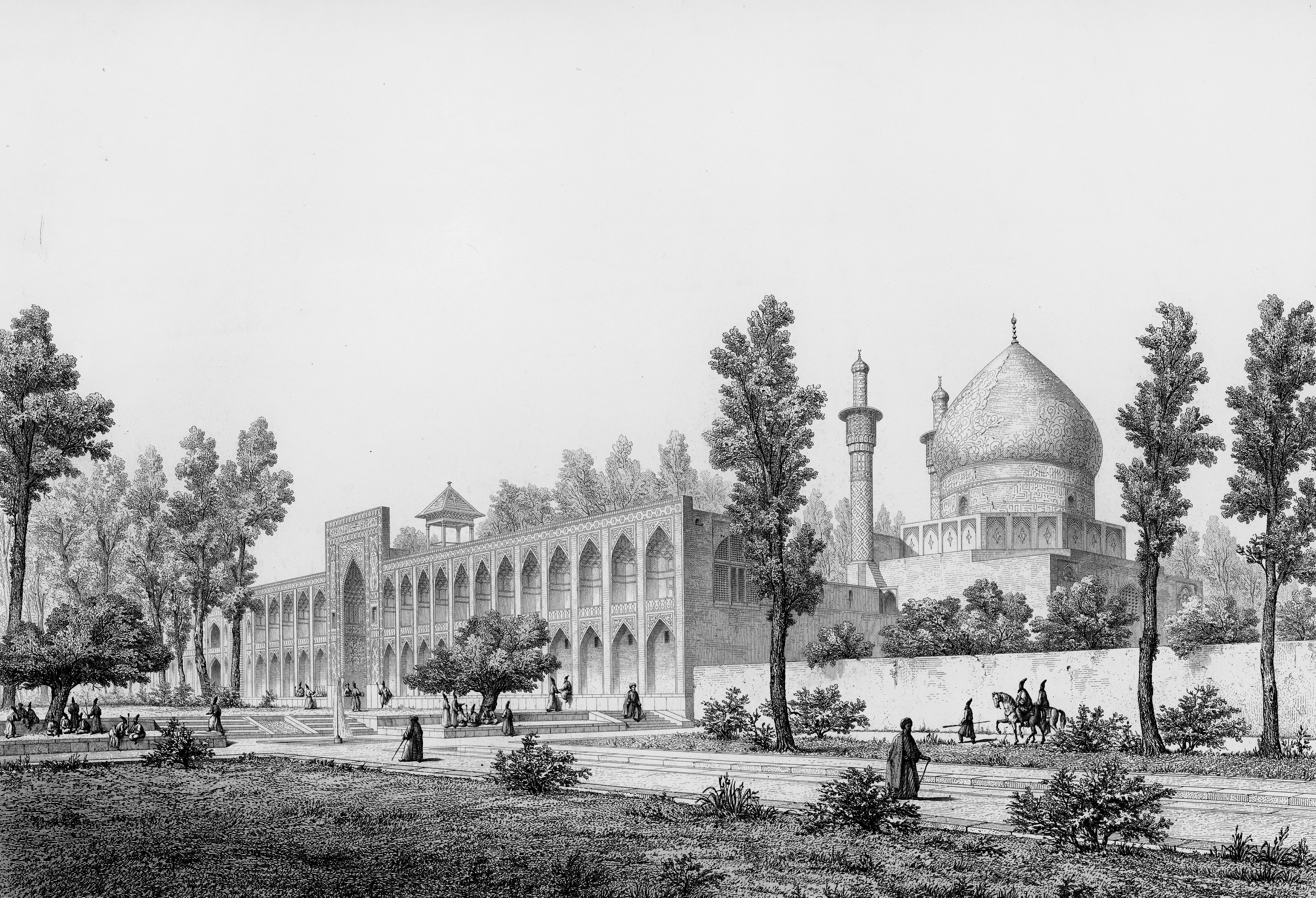
نقاشی پاسکال کوست از مدرسه چهارباغ در دوره محمدشاه قاجار

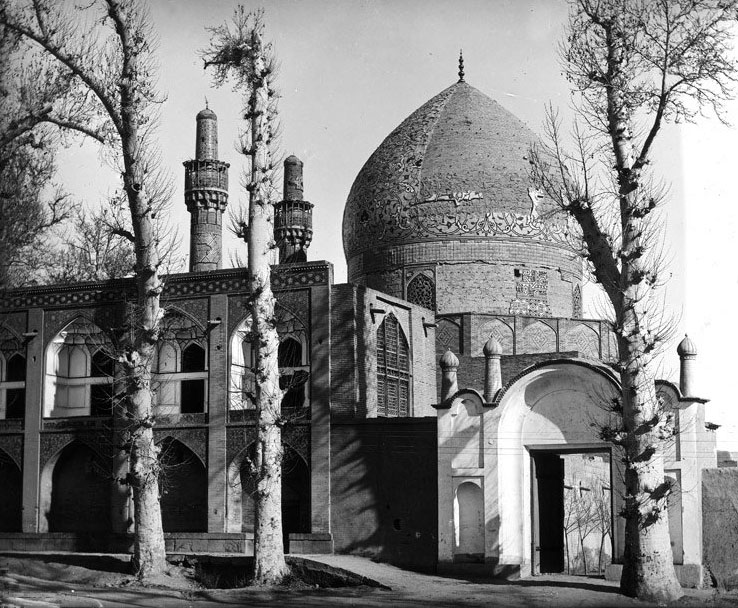
عکسی از مدرسه چهارباغ در سده نوزدهم میلادی

هدف از تأسیس این مدرسه، چنان‌که از وقف نامه آن برمی‌آید، تعلیم علوم دینی بود، اما متولی بر تعظیم برخی شعائر، همچون برگزاری مجالس مذهبی در وفیات و اعیاد و افطار و احیا در رمضان، تأکید فراوان داشته و صدها تومان از درآمد موقوفات را به این امور اختصاص داده‌است. حجره‌ای نیز به نام سلطان حسین در این مدرسه ساخته شده بود که شاه‌گاه در آن جلوس و تدریس می‌کرد یا هنگام سرکشی به مدرسه در آن فرود می‌آمد. انتساب این حجره به شاه حاکی از اهمیت مدرسه سلطانی نزد اوست.
وقف نامه مدرسه، جزئیات مهمی از نظام اداره و شرایط و وظایف عمومی اهل مدرسه در اختیار می‌نهد: بالاترین مقام اداره‌کننده مدرسه متولی شرعی بود. او مدرّس، مستوفی سرکار موقوفات، خادم باشی (یا سرکارِ عمله) و کتابدار مدرسه را تعیین می‌کرد. مدرّس دومین مقام مدرسه بود. او علاوه بر نظارت بر گزینش طلاب و تقسیم حجره‌ها، «تفتیش احوال» و تصدیق «تدین و حسن خدمت» خدمه مدرسه را نیز برعهده داشت. مدرّس می‌توانست، به تشخیص خود، محصلان بی‌صلاحیت را از مدرسه اخراج کند. طبیب مدرسه نیز به میل او و سایر طلاب از میان اطبای دربار برگزیده می‌شد. اغلب قبوض مخارج و پرداختها نیز می‌بایست به مهر مدرّس می‌رسید. مدرّس در قبال این وظایف، سالیانه ۵۲ تومان و هفت هزار دینار حق‌التدریس، و بیست تومان نیز «علاوه بر حق‌التدریس» می‌گرفت. مستوفی سرکار موقوفات وظیفه نظارت بر موقوفات و تحصیل و ضبط درآمدهای آن و نظارت بر هزینه کردن این درآمدها در امور مقرر در وقف نامه را برعهده داشت و مقرری او سالیانه دوازده تومان بود.
خادم باشی، که سرکارِ عمله مدرسه بود، می‌بایست در اکثر یا تمام اوقات روز در مدرسه حاضر می‌بود و به نظم و پاکیزگی و حسن اجرای وظایف عمله رسیدگی می‌کرد. او هشت خدمتکار دائم و خدمه فصلی را سرپرستی می‌کرد و حقوقش سالیانه دوازده تومان و حقوق هر خدمتکار ۲۵ ریال بود. دو چراغی/ چراغچی، سه فراش، سه دربان، دو آب‌کش (حیاض)، یک باغبان و یک کفشدار نیز، با حقوق ۲۵ ریال در سال، زیر نظر خادم باشی مشغول به کار بودند.
کتابدار مدرسه، به دستور متولی انتخاب می‌شد. او می‌بایست در حفظ کتاب‌های وقفی می‌کوشید و در اکثر اوقات مطالعه طلاب در خدمت آنان می‌بود. حقوق کتابدار سالیانه هفت تومان بود. تحویلدار مدرسه، یکی دیگر از کارکنان عالی منصب بود که سالیانه هفت تومان مقرری و سه تومان علاوه بر حق‌السعی دریافت می‌کرد و وظیفه‌اش ضبط فرشها، مسینه آلات و ظروف و سایر اشیایی بود که طلاب به امانت می‌بردند. وی همچنین تقسیم سوخت میان اهالی مدرسه را برعهده داشت. محصلان مدرسه سلطانی نیز از موقوفات مدرسه وظیفه می‌گرفتند، مشروط بر آنکه «از فرقه محقّه ناجیه شیعه اثناعشریه کثرهم اللّه و صحیح الاعتقاد و متدین و ظاهرالصلاح بوده، به فساد اعتقاد و شرارت موصوف نباشند و حجره خود را معطل نگذارند و به تحصیل علوم دینیه مشغول باشند و موافق عادت و متعارف در آنجا سکنی نمایند و مدرّس مدرسه مبارکه ایشان را در آن مدرسه جا داده، به جهت ایشان تعیین حجره نموده باشد». واقف موقوفات مدرسه در دو جای وقف نامه مبالغی را برای تقسیم میان حجره‌های طلاب معین کرده‌است. از میزان این مبلغ چنین برمی‌آید که مدرسه ۱۴۲ حجره قابل سکونت داشته‌است. واقف در مجموع ۱۵۰۰ تومان تبریزی برای تقسیم میان حجره‌ها تعیین کرده‌است، بدین قرار که به هر حجره، فارغ از آنکه یک یا دو تن در آن ساکن باشد، روی هم رفته روزانه دویست دینار تعلق گیرد، مازاد این تقسیم نیز بالسویه میان حجره‌ها قسمت شود و اگر درآمد موقوفات کمتر از حد معین باشد مقرری طلاب و مدرّس به یک نسبت کاهش یابد. یک تن از محصلان نیز به صلاحدید و تصدیق مدرّس به عنوان «رئیس طلبه» برگزیده شود و روزانه صد دینار بیش از دیگران به او داده شود. بدین ترتیب، طلاب مدرسه سلطانی سالیانه در حدود ۷/۱ تومان مقرری داشته‌اند.

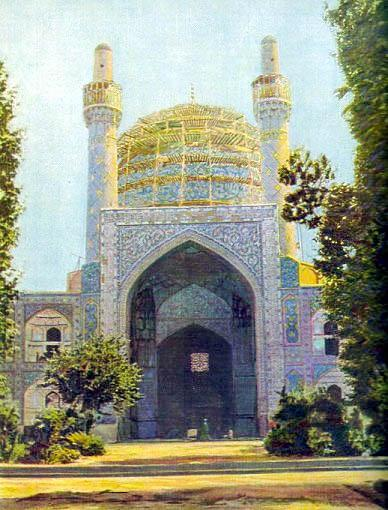
نگاره‌ای از ایوان مدرسه چهارباغ

آنان از مزایای دیگری نیز بهره‌مند بودند؛ سلطان حسین موقوفات جداگانه‌ای وقف مدرسه کرد تا مخارج درمان اهل مدرسه سلطانی از محل درآمدهای آن تأمین شود، یکی از پزشکان حاذق دربار را نیز به خدمت طلاب و مدرّس اختصاص داد. شاه به تأمین مایحتاج محصلان مدرسه اهتمامی ویژه داشت. بانوی بنیان‌گذار مدرسه نیز به همراه گروهی از زنان هفته‌ای یک بار به مدرسه می‌آمد، لباسهای چرک ساکنان مدرسه را جمع می‌کرد و به جای آن لباس تمیز می‌آورد. شام و ناهار طلاب نیزگاه از آشپزخانه خاصه فراهم می‌شد. بی‌جهت نیست که گفته‌اند آسایش اهل مدرسه سلطانی چندان بود که اغلب موجب خوش گذرانی و کاهلی آنان می‌شد. گوبینوی فرانسوی نیز با ستایش از زیبایی و شکوه مدرسه، آنجا را محلی نامناسب برای تعلیم آموزه بی‌ارزشی مال دنیا می‌داند.
طبق وقف نامه مدرسه، مازادِ بر مصرف مقرر از درآمد موقوفات، زیرنظر مدرّس و متولی، می‌بایست در امور دینی (از جمله فرستادن چند نفر به حج نیابی و زیارت اماکن متبرکه، برگزاری مراسم سوکواری و افطاری دادن به افراد مستحق) به تفصیلی که در وقف نامه آمده، صرف می‌شد.

### درس‌ها
علوم جایز التدریس، بنا به وقف نامه، محدود بوده‌است به حدیث اهل بیت، تفسیر، فقه و اصول و مقدمات آن‌ها همچون صرف و نحو عربی و منطق و سایر علومی که تعلیم و تعلم آن‌ها مشروع است، مدرّس مدرسه نیز از «مباحثه کتب حکمتِ صرف و تصوف» برحذر داشته شده و ضمناً تأکید گردیده‌است که حداقل یک درس از «کتب مشهوره احادیث شریفه اهل بیت» همواره در برنامه درسی مدرسه باشد. متولی، مقررات مندرج در وقفنامه را شرایط دائم تحصیل و سکونت در مدرسه دانسته و فقط به متولیان آینده اجازه داده‌است تا با حفظ این شرایط دائم، برای افزایش «نظم امور مدرسه و اشتغال طلاب به تحصیل» در نوبت تولیت خود شرایطی موقت وضع کنند. در هر صورت، در دوره‌های بعد گزارش‌هایی از تدریس حساب و هندسه و نجوم و هیئت و حتی حکمت در این مدرسه وجود دارد.

### کتابخانه مدرسه

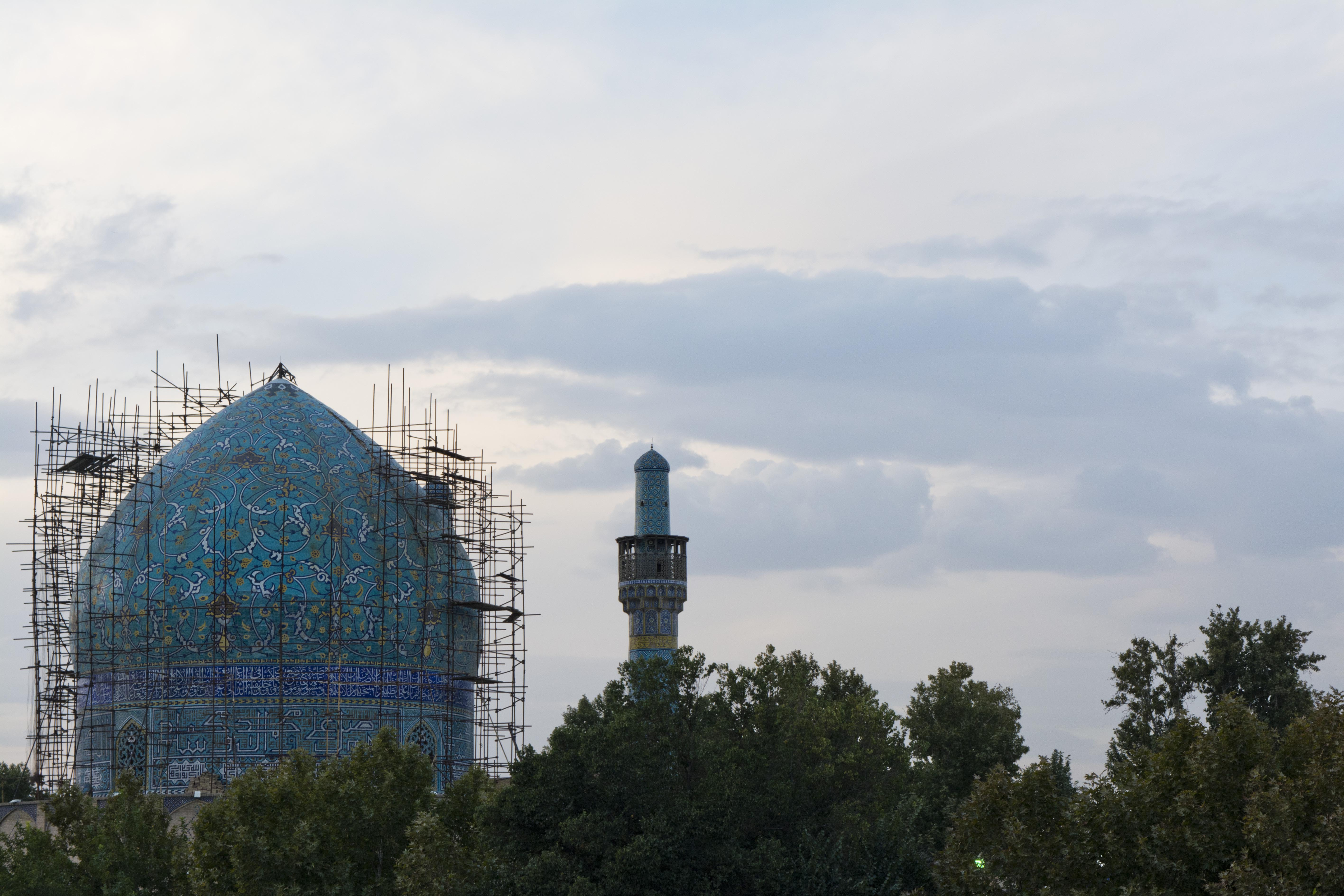
گنبد و مناره مدرسه مادر شاه

شاه سلطان حسین کتابخانه مفصّلی نیز وقف مدرسه سلطانی کرد. به گزارش تحویلدار کتابخانه، میرزاحسین خان، در زمان حمله افغان‌ها به اصفهان، مدرّس مدرسه سلطانی کتاب‌های کتابخانه را در سرداب خانه خود پنهان کرد و بسیاری از آن‌ها به مرور از بین رفت.

### سرنوشت مدرسه، پس از صفویه
پس از برافتادن صفویه، به تدریج از عظمت مدرسه چهارباغ کاسته شد. بی‌تردید موقوفات پرشمار این مدرسه نیز آسیب و کاهش پذیرفت. اولیویه، دولتمرد و پزشک فرانسوی، کمتر از صد سال پس از تأسیس مدرسه آنجا را دیده‌است. به گزارش او، مدرسه چهارباغ که پیشتر قریب چهار پنج هزار طلبه داشته، در اوایل حکومت فتحعلی شاهحکومت: ۱۲۱۱ ۱۲۵۰ بیش از چهارصد طلبه نداشته‌است. اصفهانی نیز شمار ساکنان مدرسه را در ۱۳۰۲ش، ۵۵ تن ذکر کرده‌است. او همچنین حکایتی از اوایل دوره قاجار نقل کرده که حاکی از افول حیات علمی مدرسه است. بنابر گزارش وی، هیچ‌یک از طلاب مدرسه نمی‌دانستند چگونه بر جنازه نماز میت بگزارند و یک بار که طلبه‌ای داوطلب این کار شد دو رکعت نماز مانند نماز صبح بر جنازه خواند و پس از آنکه این خبر به علمای نجف رسید، کسانی روانه اصفهان شدند و آموزش علوم دینی را احیا کردند.
مدرسه چهارباغ پس از شهریور ۱۳۲۰ بازگشایی شد و در ۱۳۲۳ش به جای کتابخانه قدیمی آن کتابخانه‌ای به نام کتابخانه فرهنگ ساخته شد.
طرح بنای مدرسه چهار باغ در نمایشگاه جهانی (اکسپو) پاریس سال ۱۹۰۰ توسط معمار فرانسوی فیلیپ مریت الهام گرفته و به عنوان پاویون رسمی ایران مورد استفاده قرار گرفت.
پس از پیروزی انقلاب ۱۳۵۷، نام مدرسه چهارباغ و کتابخانه آن به «مدرسه علمیه امام جعفر صادق» و «کتابخانه عمومی امام جعفرصادق» تغییر یافت. این مدرسه هم‌اکنون از مدارس طلبه‌نشین تحت نظارت  حوزه علمیه اصفهان است.

## معماری
سبک معماری این بنا به شیوه اصفهانی است. ازنظر تناسب معماری و زیبایی طرح کاشی‌کاری، گنبد مدرسه چهارباغ بعد از مسجد شیخ لطف‌الله قرار دارد ولی در نظر استادان بزرگ این فن، در مجلّل این بنا که با طلا و نقره تزئین شده از لحاظ زرگری، طلاکاری، طراحی و قلمزنی، شاهکاری از صنایع ظریفه است و نظیر ندارد. مدرسه چهار باغ از لحاظ کاشی‌کاری هم دارای اهمیت است و انواع مختلف این فن را مانند کاشی هفت رنگ، معرق، گره چینی، پیلی و معقلی را در خود جای داده و در حقیقت موزه کاشی‌کاری اصفهان می‌باشد. محراب و منبر یکپارچه مرمری، حجره مخصوص شاه سلطان حسین، کاشی‌کاری بی‌نظیر مدخل مدرسه، خطوط نستعلیق کتیبهها و پنجره‌های چوبی آلت‌بُری شده از قسمت‌های بسیار جالب و تماشایی این بنای نفیس تاریخی است. درختان چنار کهنسال و جوی آبی که در آن جریان دارد، بر زیبائی تزئینات نفیس کاشی‌کاری این بنای تاریخی افزوده و این مکان را بسیار فرح‌بخش و روح‌نواز کرده‌است.

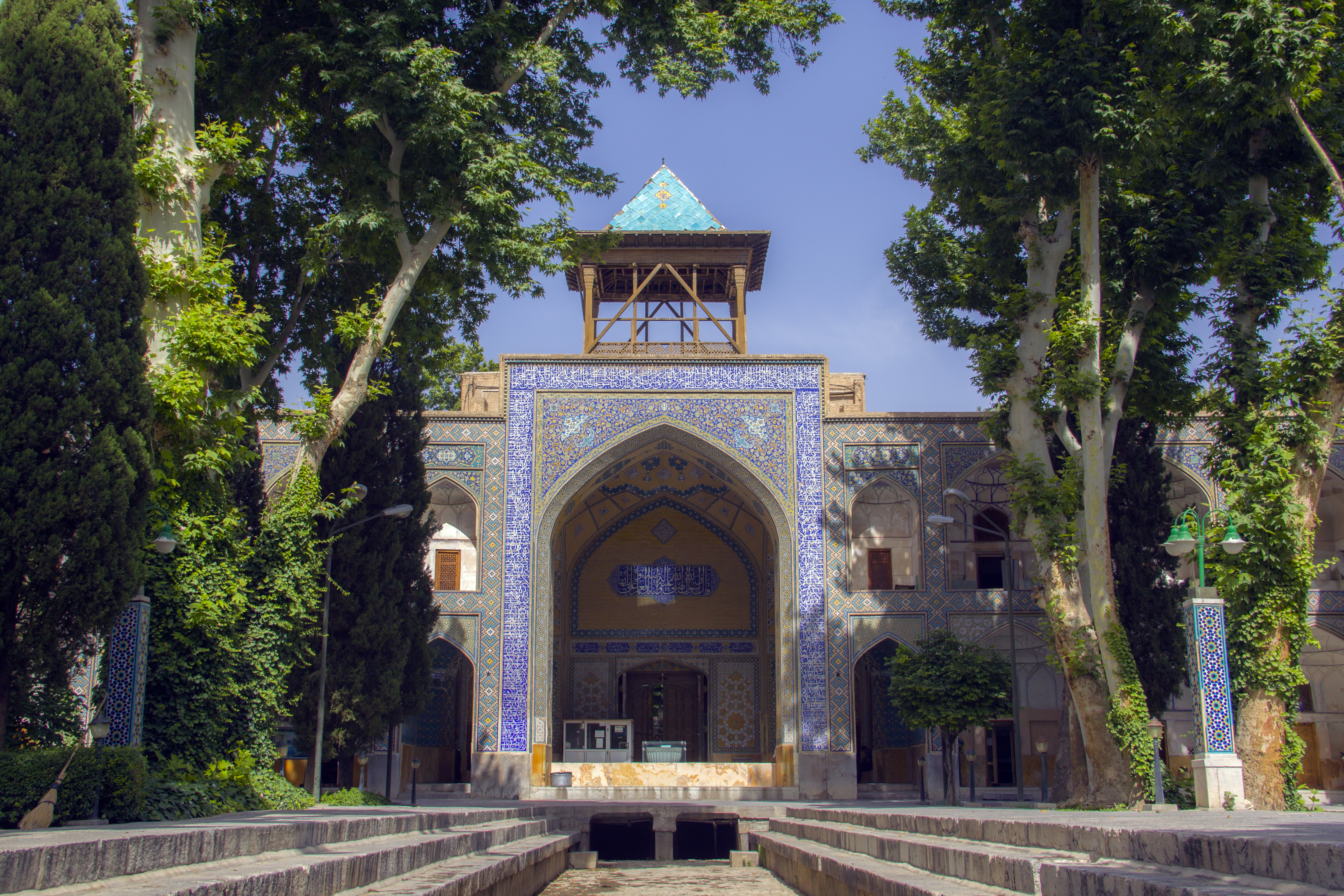
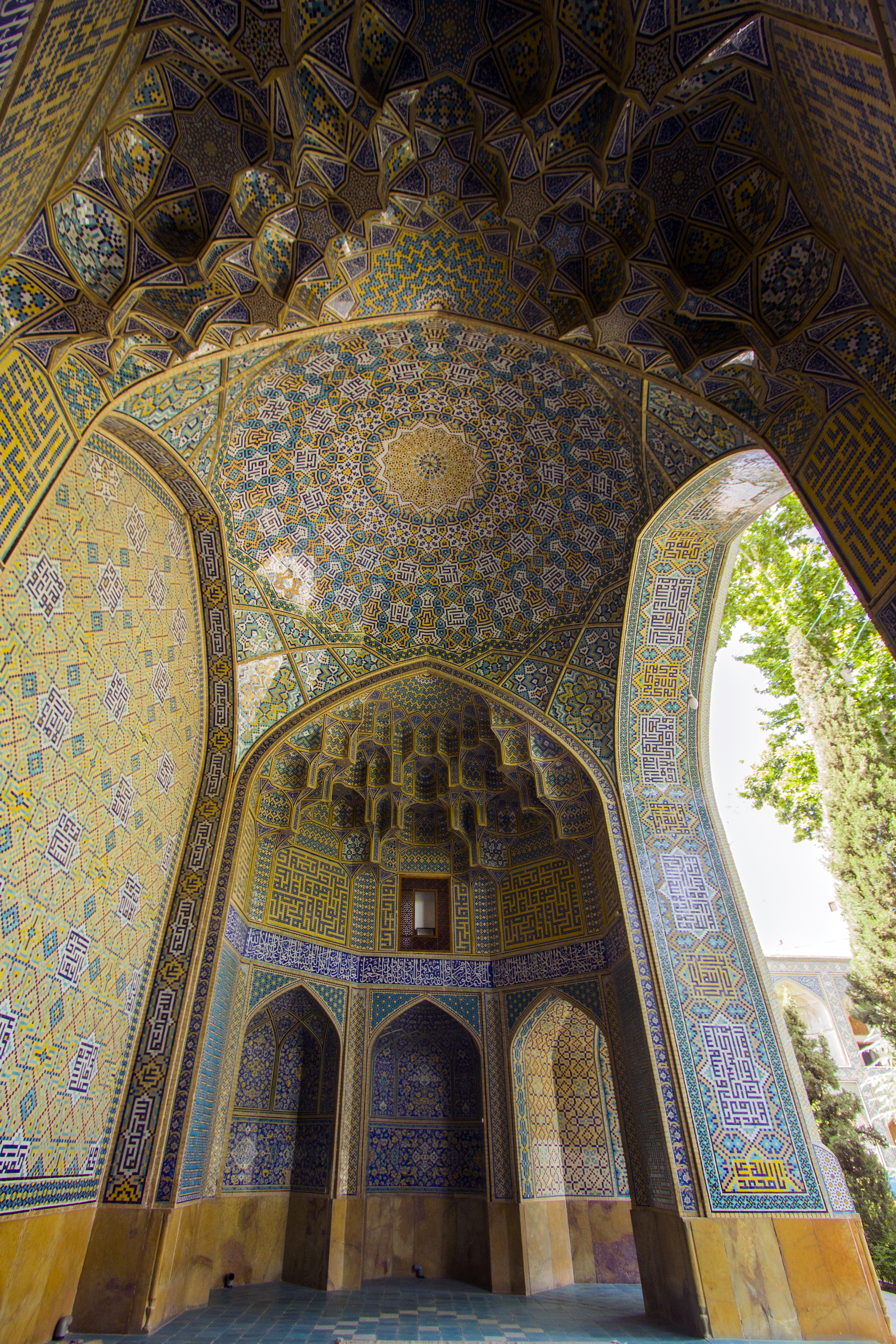
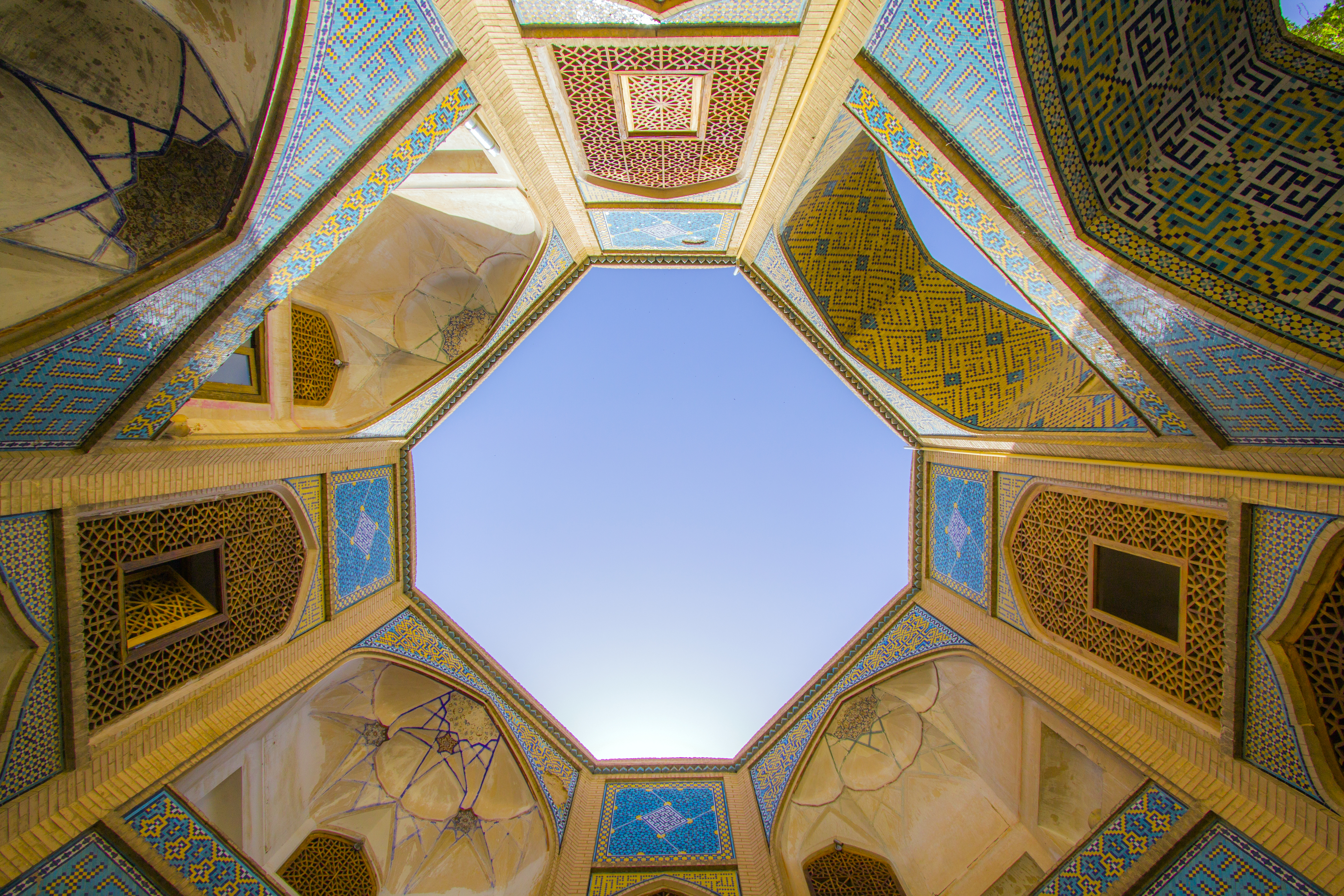
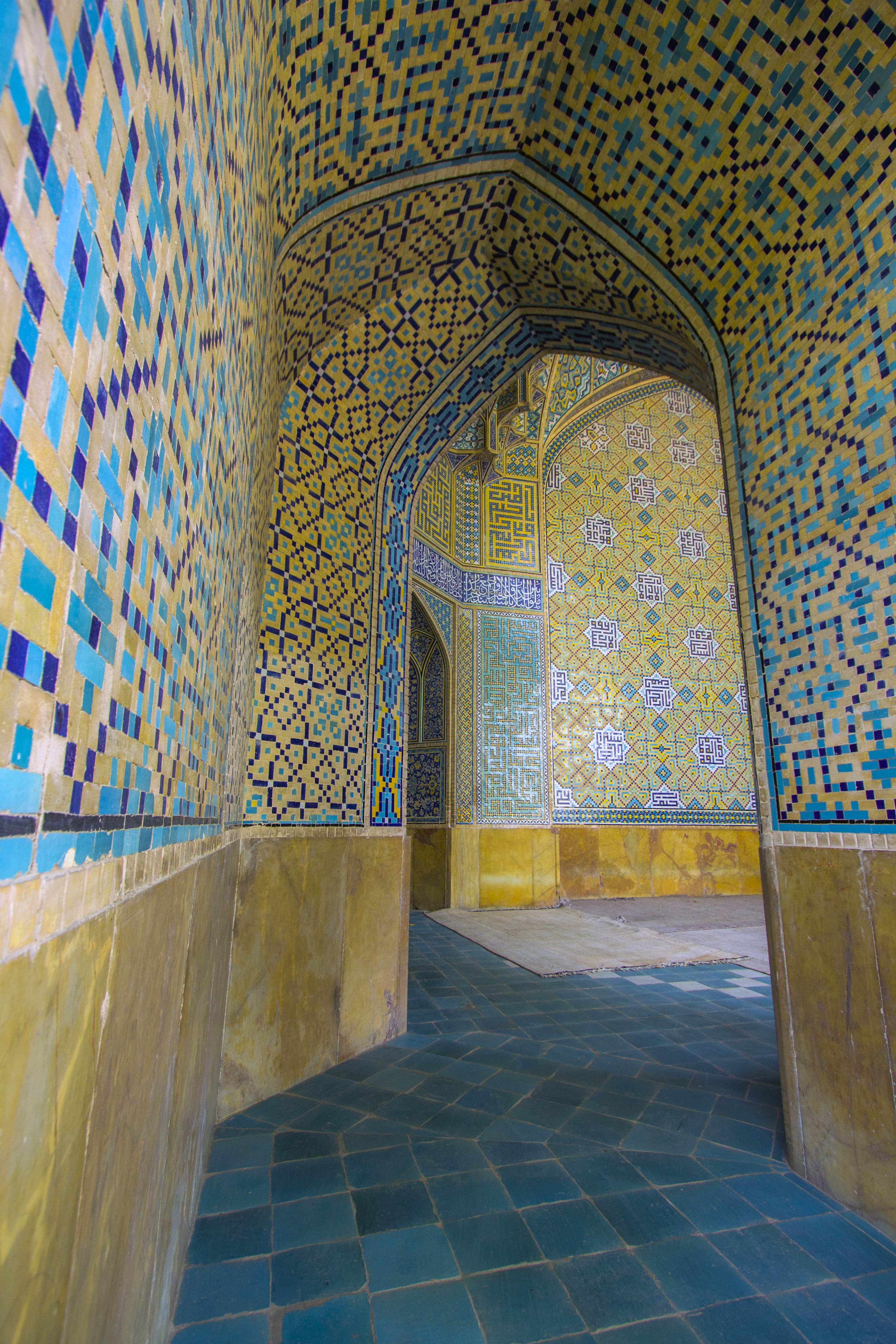
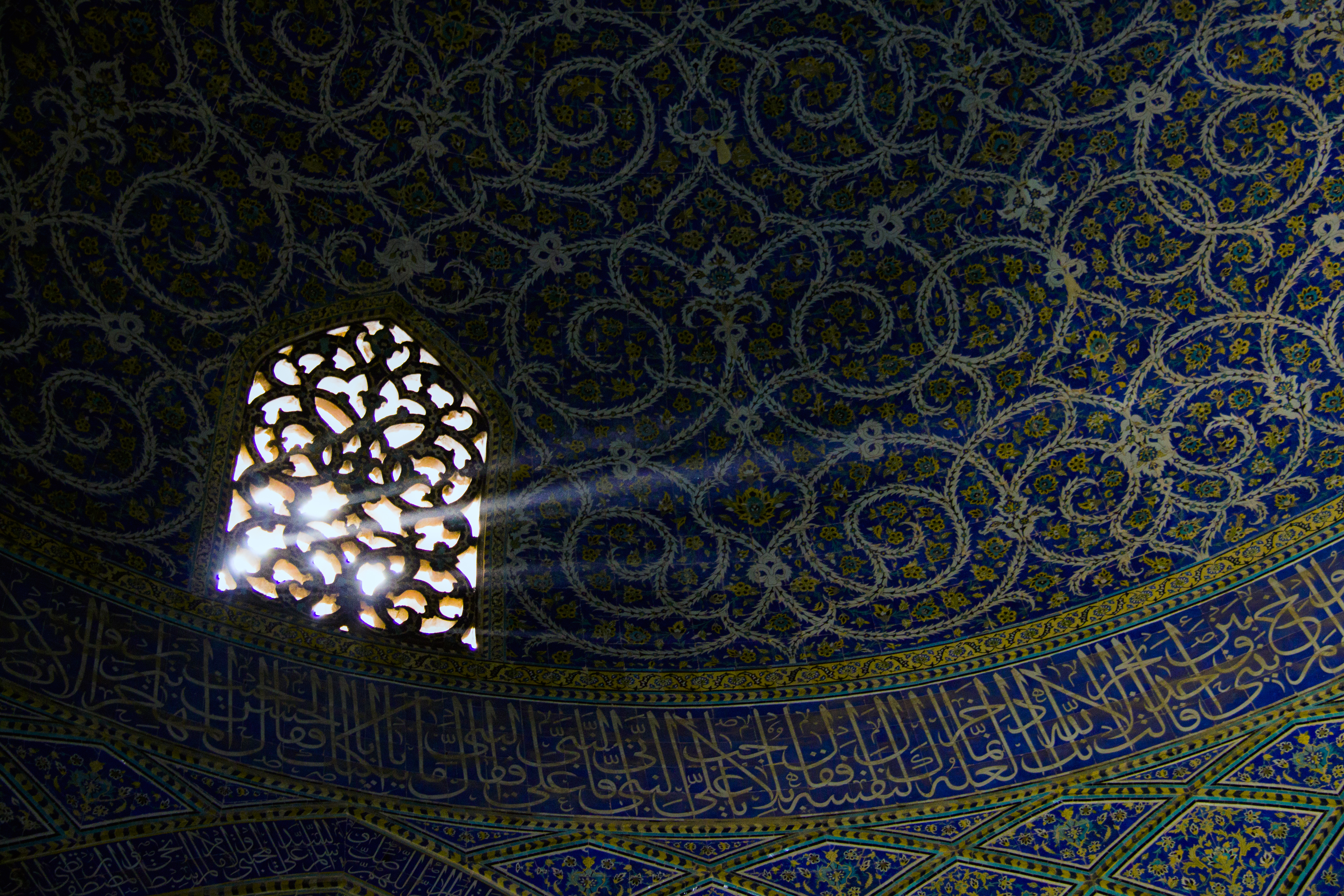
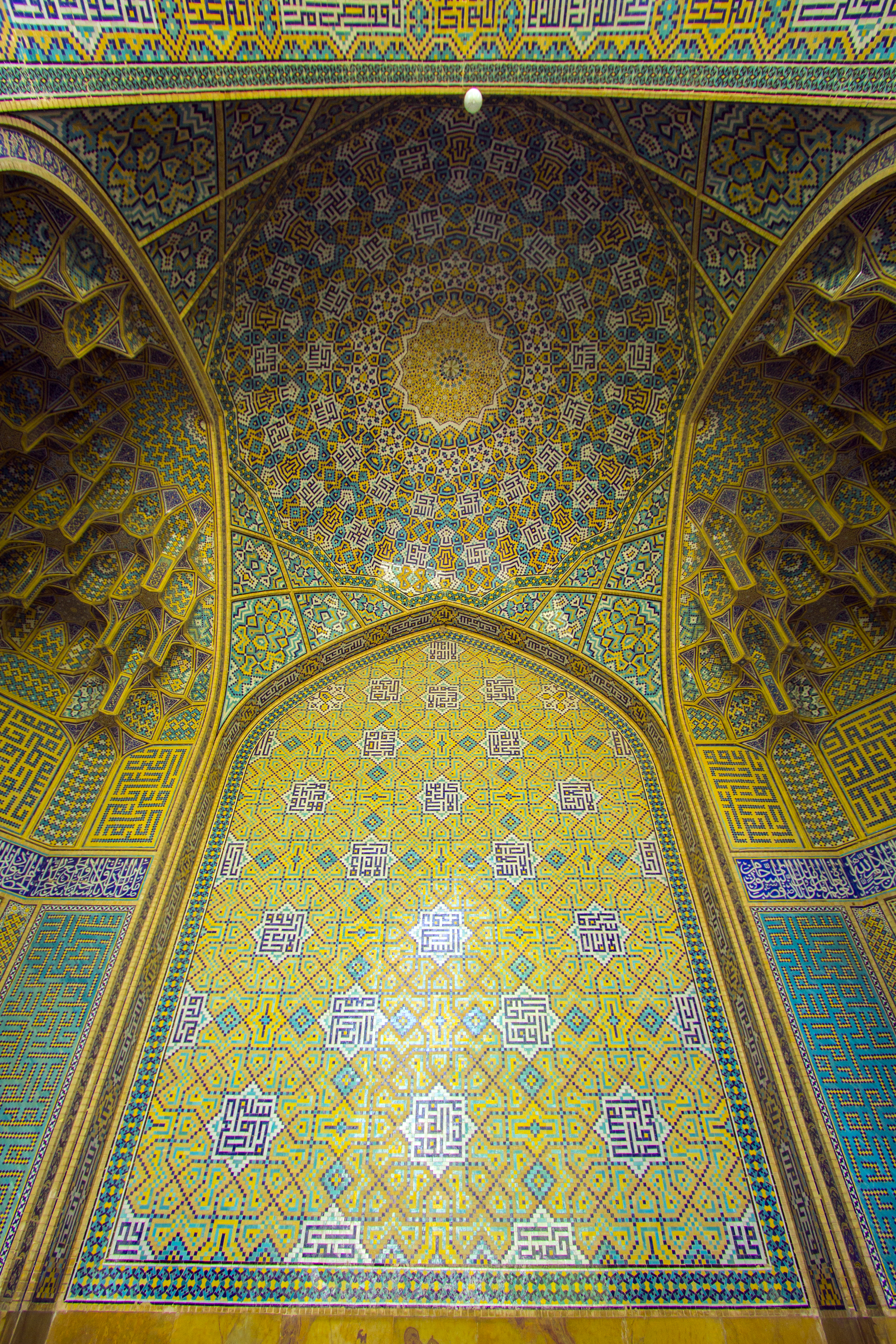
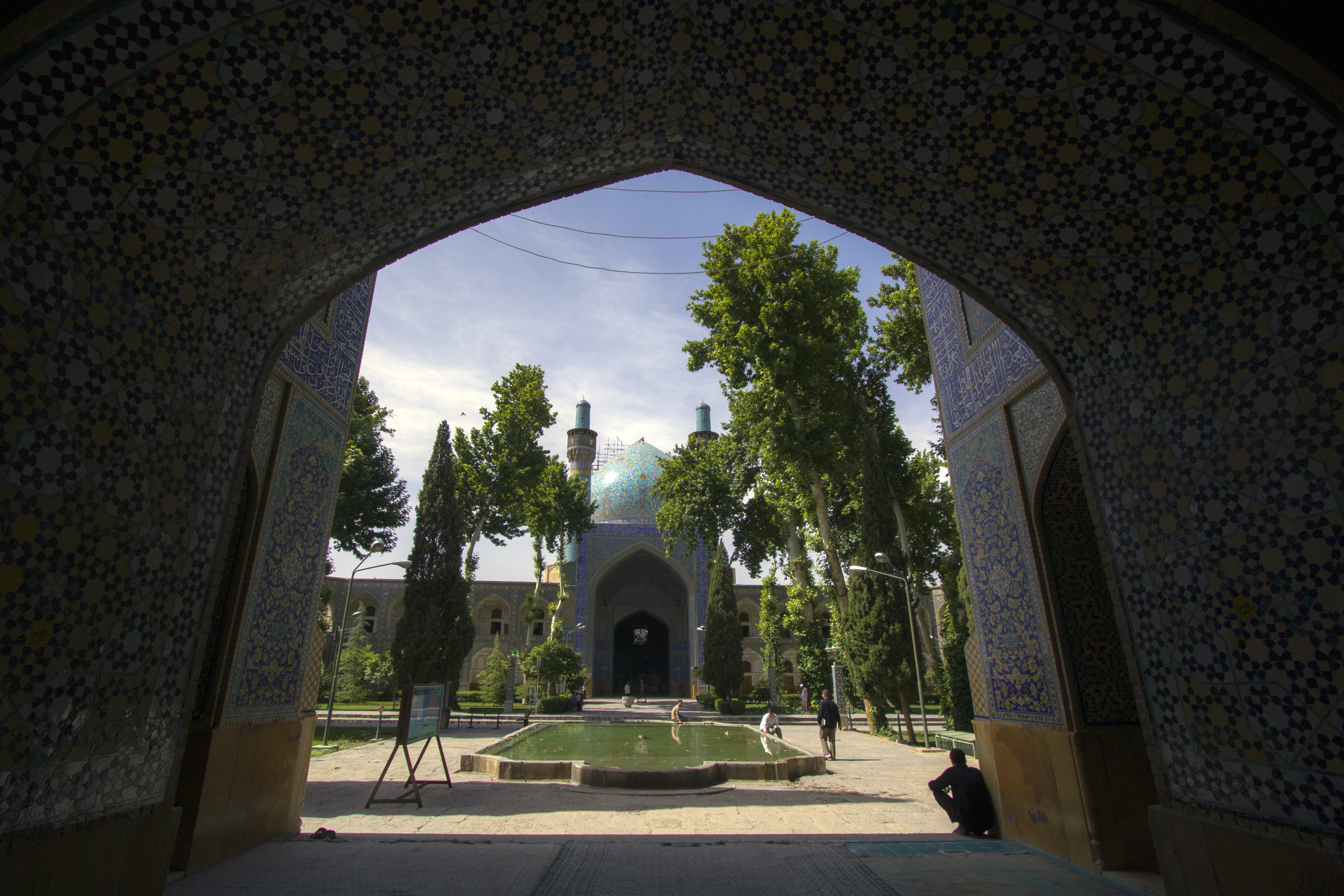

## کاروانسرا و بازار
کاروانسرای مادر شاه که مجلل‌ترین اقامتگاه مسافرین سه سده پیش بوده موقوفه و متصل به ساختمان‌های مدرسه چهارباغ، در ضلع شرقی آن است، هم‌اکنون تبدیل به مهمانسرایی به نام مهمانسرای عباسی شده و از لحاظ سبک معماری در بین هتلهای درجه اول دنیا در زمان حاضر بی‌نظیر و منحصر به فرد است. دیگر موقوفه متصل به این بنا بازار هنر می‌باشد.

## کتیبه‌های خوشنویسی
اکثر کتیبه های این بنا به خط ثلث عالی عبدالرحیم جزایری است و کتیبه سردر بازار سلطانی تاریخ ۱۱۲۲ ه‍. ق را
دارد.

## سنگاب‌ها
دو سنگاب در داخل مدرسه چهارباغ قرار دارند؛ یکی در سرسرای ورودی و دیگری در صحن مدرسه.
۱- سنگاب سرسرای ورودی از جنس سنگ پارسی است و بر روی آن کتیبه صلوات بر چهارده معصوم به خط ثلث برجسته در لوحه‌های کوچکی کنده‌کاری شده‌است. همچنین بر طبق کتیبه، سنگاب در ماه شعبان سال ۱۱۱۰ (قمری) توسط سنگتراشی به نام «محمد طاهر» ساخته‌شده‌است. در وسط دو لوح آخر عبارات زیر به خط نستعلیق وجوددارد:
(کتیبه اقل الطلبة محمد مهدی الحسینی عفی عنه)

(در شهر شعبان‌المعظم سنه ۱۱۱۰ به اتمام رسید عمل کمترین محمد طاهر)
۲- سنگاب موجود در صحن مدرسه روبروی ایوان جنوبی قرارگرفته و آنهم از جنس سنگ پارسی است. کتیبه این سنگاب به شرح زیر است:
(وفق حضرت امام حسین صلوات الله و سلامه علیه نمود این سنگاب را
حاجی ابوالحسن اردکانی فی شوال المکرم سنة تسعین و الف)
بر طبق کتیبه، سنگاب را در سال ۱۰۹۰ (قمری) ساخته‌اند. از آنجایی که سال ساخت مدرسه چهارباغ بین سال‌های ۱۱۱۶ (قمری) و ۱۱۲۶ (قمری) و در زمان حکومت سلطان حسین صفوی است، چنین استنباط می‌شود که سنگاب قبل از ساختمان مدرسه در جای دیگری قرارداشته و بعداً به صحن مدرسه انتقال داده‌شده‌است.

## تصویر روی اسکناس
| تصویر | تصویر | ارزش | دوره چاپ            | سال چاپ               |
| رو    | پشت   | ارزش | دوره چاپ            | سال چاپ               |
| ----- | ----- | ---- | ------------------- | --------------------- |
|       |       | ۱۰۰  | جمهوری اسلامی ایران | ۱۳۶۲–۱۳۶۰ سری بارگاهی |

## نگارخانه

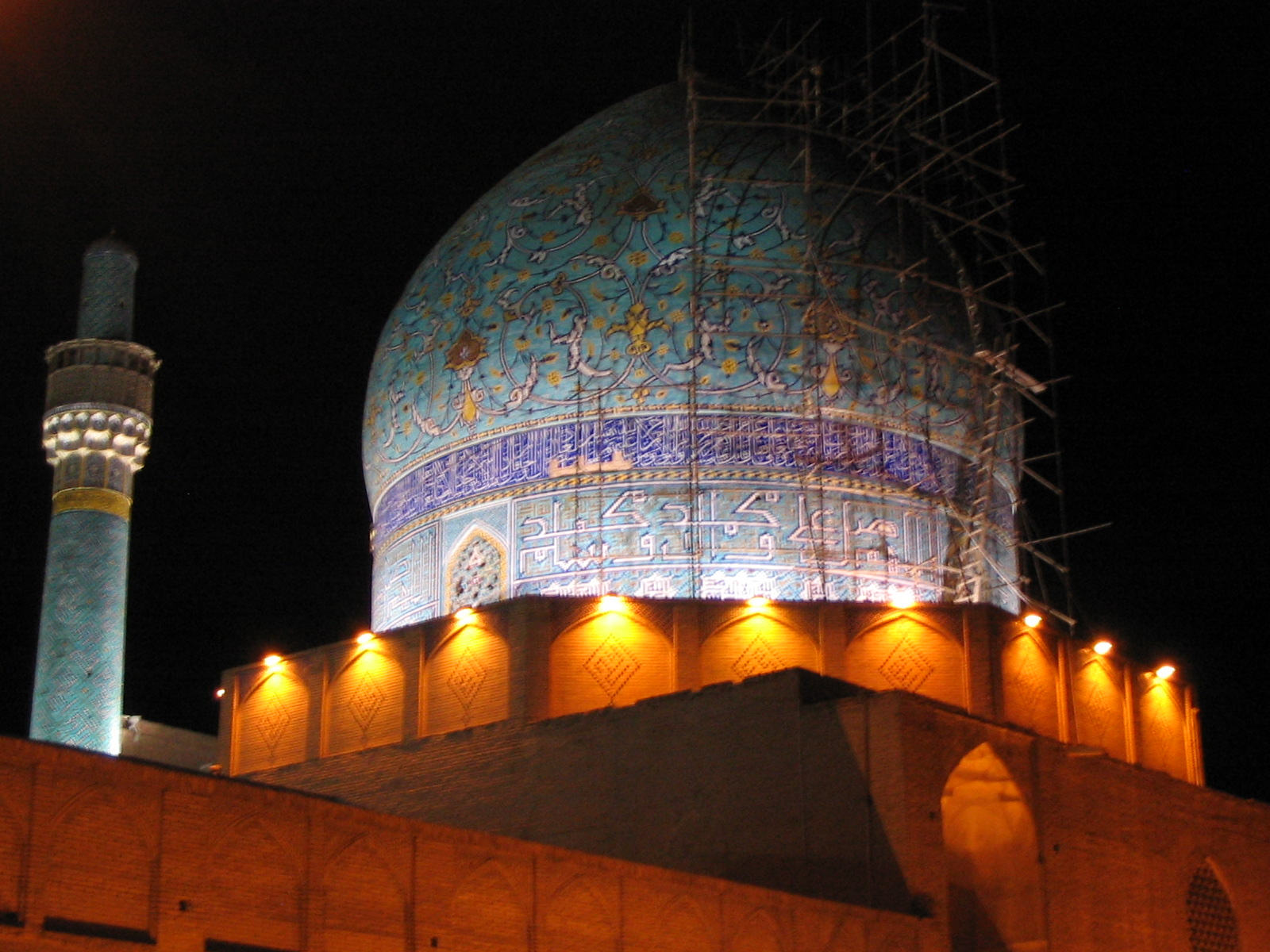
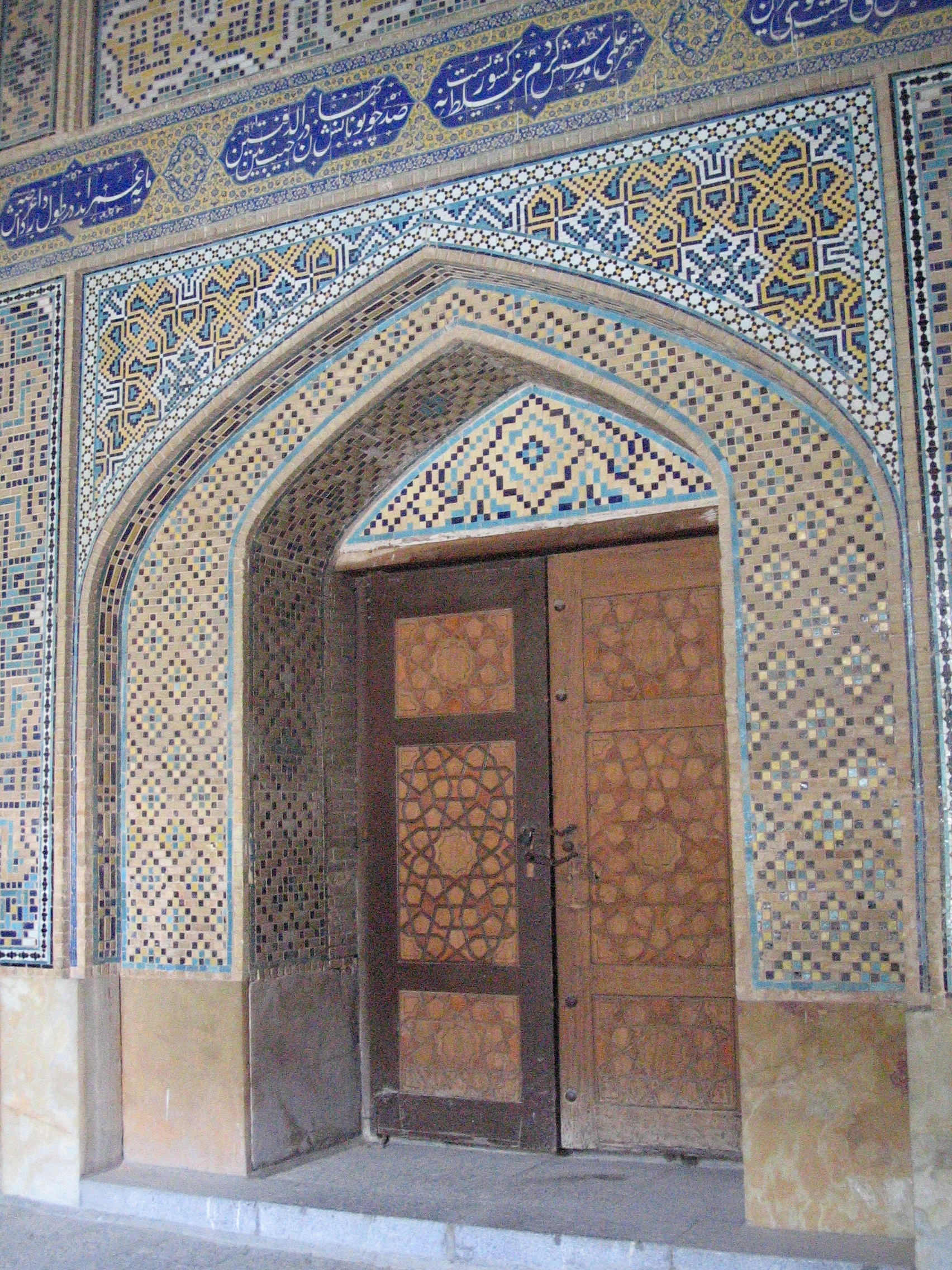
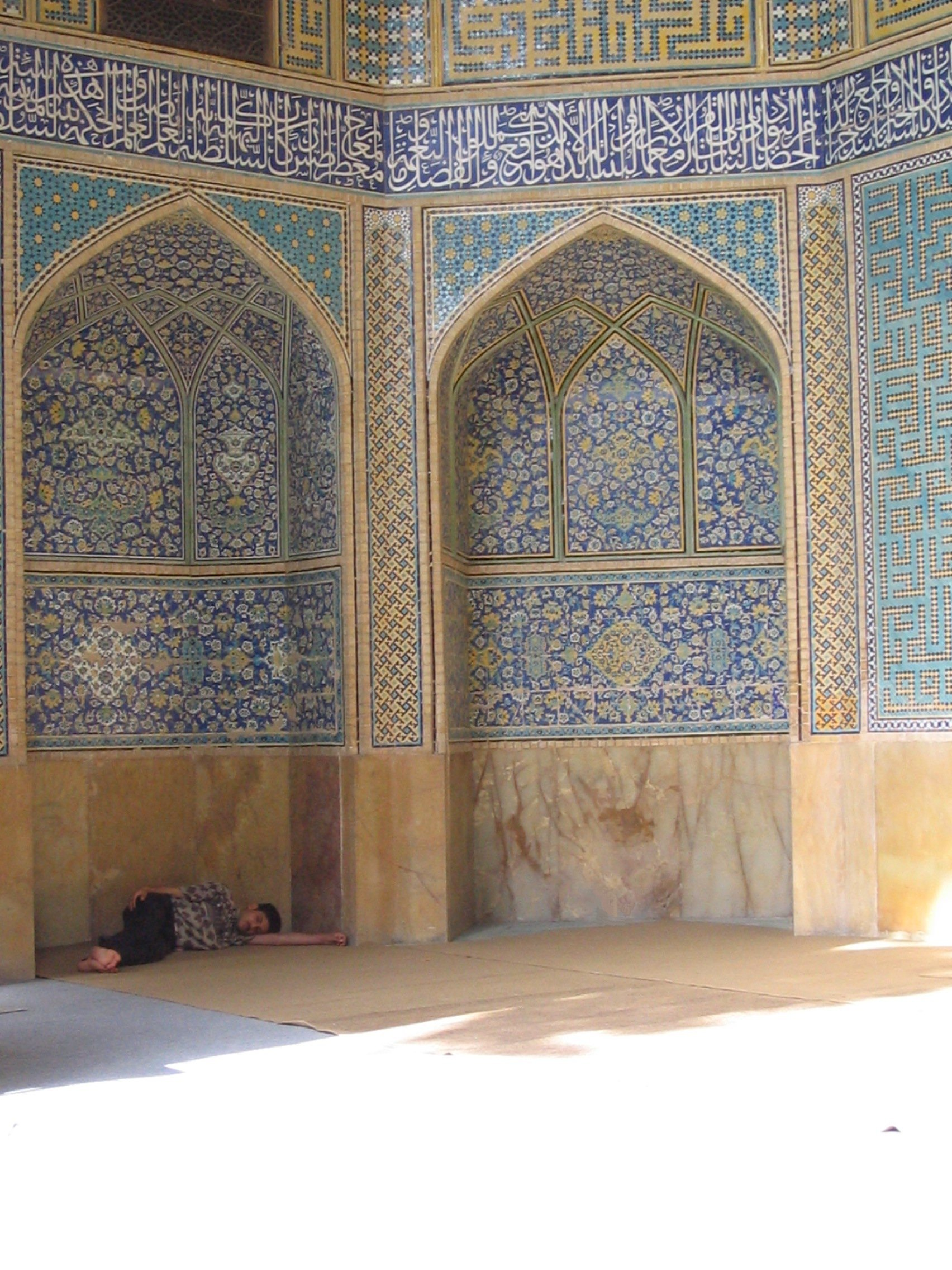
تاقی مربوط به مدرسه
پنجره‌ای در مدرسه
معماری مدرسه چهارباغ
هنر گچ‌بری و کاشی‌کاری چهارباغ
چهارباغ سال ۱۳۸۲ خورشیدی
اتاق مخصوص شاه سلطان حسین در مدرسه چهارباغ
نمایی از چهارباغ
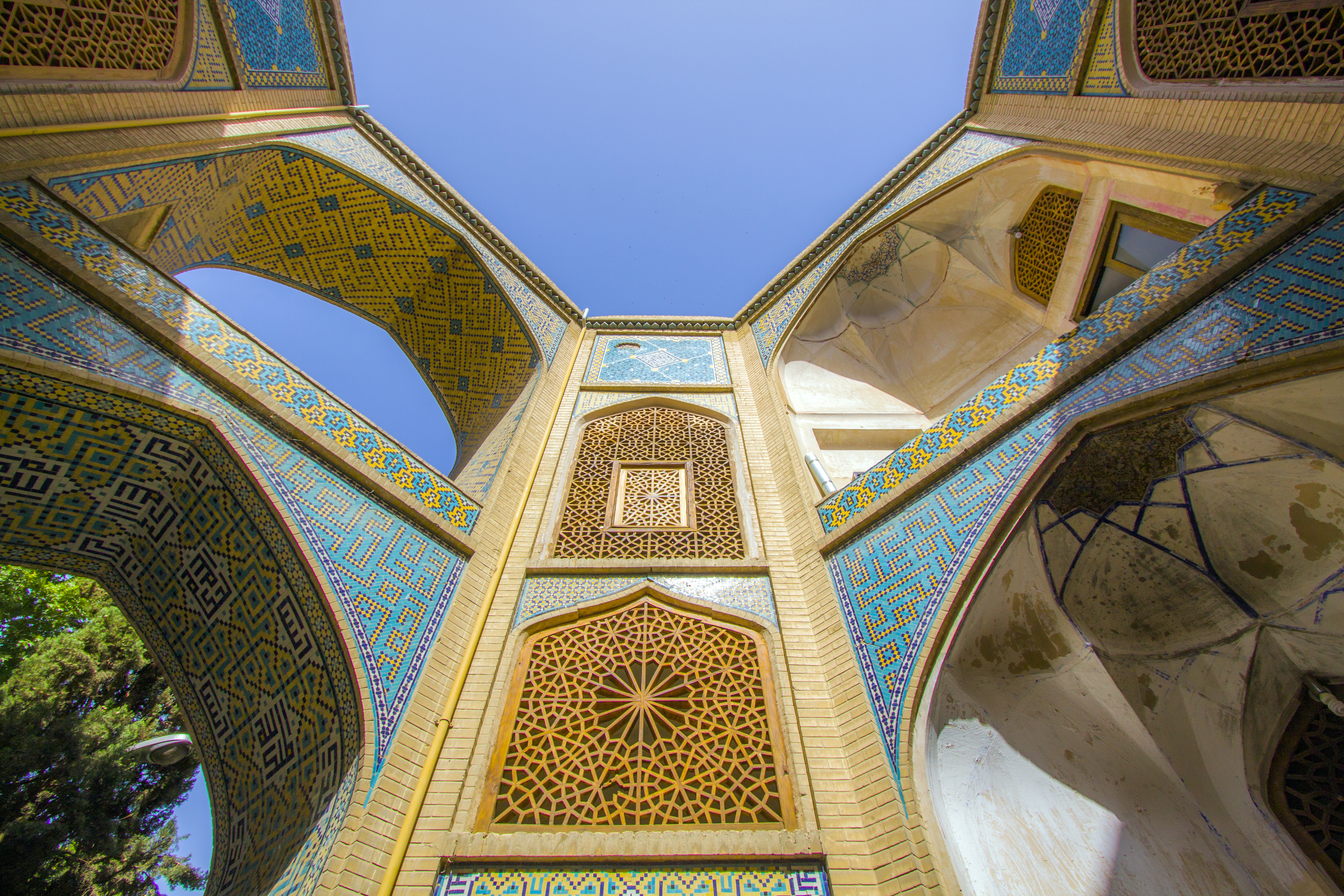

## کتابی پیرامون چهارباغ
محقق و نویسنده اصفهانی مهدی باقری سیانی در سال ۱۳۹۹ کتابی پیرامون مدرسه چهار باغ و افرادی که دراین مدرسه درس خوانده یا تدریس نموده‌اند در حدود ۵۰۰ صفحه منتشر ساخت. نام این کتاب «سیمای صالحان» است.